# Charanyca fuscolimbata
Charanyca fuscolimbata är en fjärilsart som beskrevs av Barend J. Lempke 1966. Charanyca fuscolimbata ingår i släktet Charanyca och familjen nattflyn. Inga underarter finns listade i Catalogue of Life.